# Sūrā Pesht
Sūrā Pesht är en ort i Iran.   Den ligger i provinsen Gilan, i den nordvästra delen av landet, 300 km nordväst om huvudstaden Teheran. Sūrā Pesht ligger 49 meter över havet och antalet invånare är 899.
Terrängen runt Sūrā Pesht är platt åt nordost, men åt sydväst är den kuperad. Terrängen runt Sūrā Pesht sluttar österut. Runt Sūrā Pesht är det ganska glesbefolkat, med 45 invånare per kvadratkilometer. Närmaste större samhälle är Hashtpar, 2,2 km väster om Sūrā Pesht. Trakten runt Sūrā Pesht består till största delen av jordbruksmark.